# جون كارلوس
جون كارلوس (بالبرتغالية: João Carlos Costa‏) (مواليد 15 يناير 1956) هو مدرب كرة قدم.

## وصلات خارجية
- J.League Data Site (باليابانية)